# Asiapistosia
Asiapistosia là một chi bướm đêm thuộc phân họ Arctiinae.
Hầu hết các loài thuộc chi này từng được xếp vào chi Eilema.

## Loài
- Asiapistosia subnigra (Leech, 1899)
- Asiapistosia stigma (C.L. Fang, 2000)